# Erupció freàtica

Esquema d'una erupció freàtica:

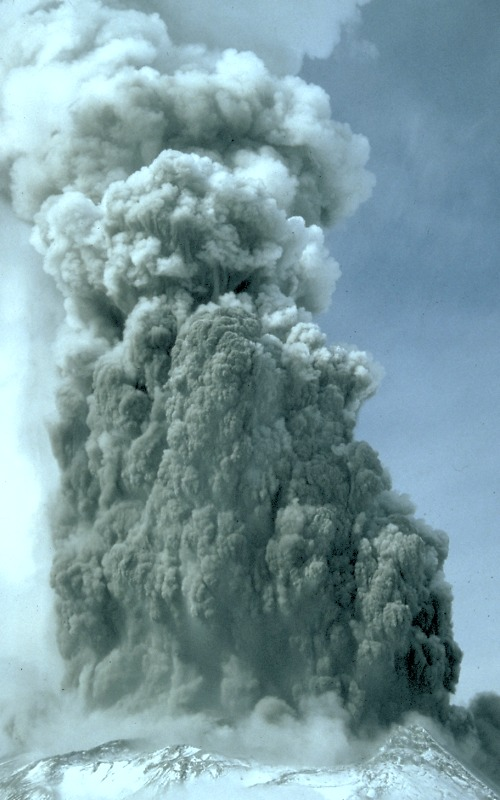
Erupció freàtica al cim del Mont St. Helens, Washington, a la primavera del 1980.

Una erupció freàtica, també anomenada explosió freàtica, erupció ultravulcaniana o erupció de vapor, es produeix quan el magma escalfa aigües subterrànies o aigües superficials. La temperatura extrema del magma (de 500 a 1,170 °C (932 a 2,138 °F)) provoca una evaporació gairebé instantània de l'aigua al vapor, provocant una explosió de vapor, aigua, cendra, roca i bombes volcàniques. Al Mont St. Helens, a l'estat de Washington, centenars d'explosions de vapor van precedir una erupció pliniana del volcà. Un esdeveniment geotèrmic menys intens pot donar lloc a un volcà de fang.
Les erupcions freàtiques inclouen generalment fragments de vapor i roca; la inclusió de lava líquida és inusual. La temperatura dels fragments pot anar des del fred fins a la incandescència. Si s'inclou magma fos, els vulcanòlegs classifiquen l'esdeveniment com una erupció freomagmàtica. Aquestes erupcions ocasionalment creen cràters amples i de baix relleu anomenats maars. Les explosions freàtiques poden anar acompanyades de emissions de gas de diòxid de carboni o sulfur d'hidrogen. El diòxid de carboni pot asfixiar a una concentració suficient, fent que el sulfur d'hidrogen actui com un verí d'espectre ampli. Una erupció freàtica el 1979 a l'illa de Java va matar 140 persones, la majoria de les quals van morir pels gasos verinosos.
Els vulcanòlegs classifiquen les erupcions freàtiques com a erupcions volcàniques perquè una erupció freàtica pot provocar material juvenil a la superfície.

## Exemples d'erupcions freàtiques
- Krakatau – Indonèsia, 1883 (vegeu l'erupció de Krakatoa de 1883) – es creu que l'erupció, que va explotar la major part de l'illa volcànica i va crear el so més fort de la història registrada, va ser un fet freomagmàtic.[4][5]
- Kilauea – Hawaii, Estats Units d'Amèrica – el volcà té un llarg registre d'explosions freàtiques; una erupció freàtica del 1924 va arrencar roques estimades en vuit tones fins a una distància d'un quilòmetre.[6]
- Surtsey – Islàndia, anys 1963–65.
- Volcà Taal – Filipines, anys 1965, 1977 i 2020.
- Mont Tarumae – Japó, 1982.
- Mont Ontake – Japó, 2014.
- Volcà Mayon – Filipines, 2013.
- Whakaari / White Island - Nova Zelanda, 2019.